# Ichthyophthirius multifiliis
Espèce
Ichthyophthirius multifiliis est une espèce de ciliés de la famille des Ichthyophthiriidae, responsable de l’ichtyophthiriose ou maladie des points blancs chez les poissons.